# Двадцять днів без війни
«Двадцять днів без війни» (рос. «Двадцать дней без войны») — російський радянський художній фільм 1976 року режисера Олексія Германа за сценарієм Костянтина Симонова.

## Зміст
Лопатін — фронтовий журналіст. Він пережив горнило Сталінградської битви і вирушає на заслужений двадцятиденний відпочинок у Ташкент. Спочатку його шокує мирний і сумовитий побут того часу. Після місяців під вогнем журналісту складно влитися у плин звичайного життя. Однак його відпустка багата на події, головною із яких стане кохання.

## Ролі
- Юрій Нікулін — майор Василь Миколайович Лопатин, військовий журналіст
- Людмила Гурченко — Ніна Миколаївна
- Рашид Садиков — секретар ЦК
- Олексій Петренко — Юрій Строганов, льотчик-капітан
- Ангеліна Степанова — Зінаїда Антонівна, художній керівник театру
- Михайло Кононов — Паша Рубцов, військкор
- Катерина Васильєва — Рубцова, вдова Паші
- Микола Гринько — В'ячеслав (озвучує Інокентій Смоктуновський)
- Люсьєна Овчинникова — Ксенія Сергіївна, колишня дружина Лопатіна (озвучує Наталя Гундарєва)
- Лія Ахеджакова — жінка з годинником
- Дмитро Бессонов — Ведєнієв, новий чоловік Ксенії
- Зоя Виноградова — Віра, актриса
- Людмила Зайцева — Лідія Андріївна, актриса, яка грає жінку-снайпера
- Володимир Мішанін — фронтовик в поїзді
- Микола Міхеєв — підполковник, консультант кінофільму (озвучує Ігор Єфімов)
- Юрій Соловйов — комендант
- Віра Карпова — мачуха Ніни (немає в титрах)
- Олег Корчик — шофер (немає в титрах)
- Аркадій Трусов — гість-співак (немає в титрах)
- Костянтин Симонов — текст від автора

## Зйомки
Герман розповідав: «Двадцять днів без війни» — проти фальшування війни на екранах. Ми хотіли, щоб наша розповідь відповідала тому горю, яке пережив народ і на фронті, і в тилу, коли страшно голодували, спали, закопуючись у вугілля, і з останніх сил робили все для фронту. Ми відразу зрозуміли, що потрібен правдивий головний герой. Якщо це буде молодий журналіст, то чому ти не воюєш? Тому з'явився Юрій Нікулін". Але Нікулін став від ролі відмовлятися: «Ну який я Лопатин! І старий, і за темпераментом інший. Та й узагалі - мені хочеться знятися в комедійному фільмі. Лопатин — не моя роль. Зніматися не буду!». Нікулін насилу дав себе вмовити приїхати до Ленінграда на кінопроби. «Після перегляду робочого матеріалу з вибором Германа погодився і автор сценарію — Костянтин Симонов, а Нікуліна запросив до себе додому і довго розмовляв з ним про Лопатина. Саме думка Симонова зіграло вирішальну роль на худраді, де вирішувалася доля кандидатів на ролі — адже більшість членів худради висловилося проти Нікуліна. 2 січня 1975 року худрада студії затвердила Юрія Нікуліна на роль військового журналіста Лопатіна».
Головну жіночу роль Герман збирався віддати Аллі Демидової, але Симонов не погоджувався категорично. «Зрештою на проби викликали декількох популярних актрис: Зінаїду Славіну, Алісу Фрейндліх, Ларису Мальовану, Людмилу Гурченко. Саме Гурченко в результаті і була затверджена на роль Ніки».
Роль капітана Строганова ще під час написання сценарію Герман збирався віддати Василю Шукшину, проте той помер у жовтні 1974 року. Тому за результатами проб був обраний Петренко.
У квітні, коли знімальна група вже працювала в Калінінграді, з Ленінграда прийшло повідомлення, що худрада студії вимагає замінити Юрія Нікуліна на іншого актора — на «Ленфільмі» встигли подивитися відзнятий матеріал. За словами Германа: "Вони, ці фахівці з Держкіно, оголосили: «Це не радянський письменник, а якийсь алкаш. Це ганьбить наші засади!» Вимагали, щоб я зняв Нікуліна з картини сам. Пообіцяли: інакше (я цитую) «ми вб'ємо вам у спину осиковий кіл, і ви ніколи не будете працювати в мистецтві. Слово комуністів». Симонов розлютився, дізнавшись про те, що відбувається, він кричав цим цекістам: "Це я придумав Лопатіна, він з моєї голови! Ви вирішуйте, який у вас буде Жданов. А мені залиште Нікуліна. Не чіпайте Германа, дайте йому спокій!» Симонов був членом ЦК, і його послухалися.
Під час зйомок фільму фахівцями «Ленфільму» під керівництвом режисера Олексія Германа були зроблені вибухи в замку Тевтонського ордена XV століття, що сприяло надалі його руйнуванню. Вибух зайняв у фільмі 9 секунд. Було безповоротно втрачено одну з внутрішніх стін замку довжиною 30, висотою 10 метрів і товщиною до 2 метрів.

## Знімальна група
- Автор сценарію: Симонов Костянтин Михайлович
- Режисер: Герман Олексій Юрійович
- Оператор: Федосов Валерій Іванович
- Художник: Євген Гуков
- Музика: Віктор Лавров
- Монтаж: Є. Маханкова
- Директор: Ф. Ескін